# Клаллам (язык)
Клаллам — один из салишских языков, относится к группе стрейтс центрально-салишской ветви. Использовался индейцами народа клаллам на берегах пролива Хуан-де-Фука (южное побережье острова Ванкувер, Британская Колумбия, и северное побережье полуострова Олимпик, штат Вашингтон). В 2014 году умер последний человек, для которого клаллам был родным. Предпринимаются усилия для возрождения языка клаллам: выпущен 1008-страничный словарь (2012), составленный лингвистом Тимоти Монтлером (племя клаллам приобрело 1000 экземпляров), язык преподаётся в Высшей школе Порт-Анджелеса.

## Фонетика

### Гласные
В языке клаллам 5 гласных:
|          | Передние | Средние | Задние |
| -------- | -------- | ------- | ------ |
| Закрытые | i        |         | u      |
| Средние  | e        | ə       |        |
| Открытые |          | a       |        |

- Звук /e/ встречается редко.
- Гласные могут быть ударными либо безударными. Безударные произносятся короче и с меньшей интенсивностью.
- Гласные могут понижаться перед гортанной смычкой /ʔ/:

'птица' /t͡sʼiʔt͡sʼəmʼ/ → [t͡sʼɛʔt͡sʼəmʼ ]
'олень' /huʔpt/ → [ hoʔpt ]
'хребет лосося' /sχəʔqʷəʔ/ → [ sχaʔqʷaʔ ]
- Также гласные часто понижаются перед глоттализованным сонантом (/mʼ/, /nʼ/, /ɴʼ/, /jʼ/, /wʼ/).

### Согласные
В таблице представлены 34 согласные фонемы языка клаллам в принятой для него орфографии, в скобках в случае различий приведены также обозначения IPA:
|               |            | Губ.-губ. | Альвеол. | Альвеол.          | Пост- альвеол. | Палат.  | Веляр.  | Веляр.            | Увул.  | Увул.   | Глот. |
| серединные    | бок.       | Губ.-губ. | простые  | лабиали- зованные | Пост- альвеол. | Палат.  | простые | лабиали- зованные |        |         | Глот. |
| ------------- | ---------- | --------- | -------- | ----------------- | -------------- | ------- | ------- | ----------------- | ------ | ------- | ----- |
| Нос.          | простые    | m         | n        |                   |                |         |         |                   | ŋ /ɴ/  |         |       |
| Нос.          | глоттализ. | mʼ        | nʼ       |                   |                |         |         |                   | ŋ /ɴʼ/ |         |       |
| Взрыв.        | простые    | p         | t        |                   |                |         | (k)     | kʷ                | q      | qʷ      |       |
| Взрыв.        | глоттализ. | pʼ        | tʼ       |                   |                |         |         | kʼʷ               | qʼ     | qʼʷ     | ʔ     |
| Аффрикаты     | простые    |           | c /t͡s/   |                   | č /t͡ʃ/         |         |         |                   |        |         |       |
| Аффрикаты     | глоттализ. |           | cʼ /t͡sʼ/ | ƛʼ /t͡ɬʼ/          | čʼ /t͡ʃʼ/       |         |         |                   |        |         |       |
| Щелевые       | Щелевые    |           | s        | ɬ                 | š /ʃ/          |         |         | xʷ                | x̣ /χ/  | x̣ʷ /χʷ/ | h     |
| Аппроксиманты | простые    |           |          | l                 |                | y /j/   |         | w                 |        |         |       |
| Аппроксиманты | глоттализ. |           |          |                   |                | yʼ /jʼ/ |         | wʼ                |        |         |       |

- Глоттализованные сонанты /mʼ/, /nʼ/, /ɴʼ/, /jʼ/, /wʼ/ реализуются как

1. сонанты скрипучей фонации: [m̰], [n̰], [ɴ̰], [j̰], [w̰],
2. как раздельные гортанная смычка + сонант: [ʔm], [ʔn], [ʔɴ], [ʔj], [ʔw], или
3. как раздельные сонант + гортанная смычка: [mʔ], [nʔ], [ɴʔ], [jʔ], [wʔ]

- /k/ встречается только в нескольких заимствованиях из английского.
- /l/ также редко встречается.
- Альвеолярная аффриката /t͡s/ отличается от последовательности смычного + щелевого /ts/.

## Интересные факты
4 февраля 2014 года в США, в возрасте 103 лет умерла Хейзел Сэмпсон, последняя полноценная носительница языка клаллам. Хэйзел Сэмпсон также являлась последним человеком, для которого язык клаллам был родным.